# Anatoly Fyodorovich Dobrynin
Anatoly Fyodorovich Dobrynin (1919–2010) đã thu hút được sự nổi tiếng trong giới công chúng Mỹ trong và sau cuộc khủng hoảng tên lửa Cuba vào đầu Đại sứ của ông, khi ông bác bỏ sự hiện diện của tên lửa Liên bang ở Cuba mặc dù, không ai biết đến ông cho đến ngày sau đó, Thủ tướng Liên Xô Nikita Khrushchev đã gửi cho họ và người Mỹ đã có bức ảnh về họ. Từ năm 1968 đến năm 1974, ông được biết đến với cái tên Liên Xô của Kissinger – Dobrynin trực tiếp truyền thông và đàm phán liên kết giữa tổng thống Mỹ và Bộ Chính trị Cộng sản Đảng Liên bang Xô viết Bộ Chính trị Xô viết.